# Paraglyphesis polaris
Paraglyphesis polaris är en spindelart som beskrevs av Kirill Yeskov 1991. Paraglyphesis polaris ingår i släktet Paraglyphesis och familjen täckvävarspindlar. Inga underarter finns listade i Catalogue of Life.